# Hemerotrecha proxima
Hemerotrecha proxima es una especie de arácnido  del orden Solifugae de la familia Eremobatidae.

## Distribución geográfica
Se encuentra en Nevada (Estados Unidos).